# Блохичи
Блохичи — деревня в Даровском районе Кировской области в составе Даровского городского поселения.

## География
Находится на расстоянии примерно 3 км по прямой на северо-восток от райцентра поселка  Даровской.

## История
Известна с 1873 года как починок Запиксурский  (Блохичи), в котором отмечено было дворов 10 и жителей 87,  в 1905 16 и 123 соответственно, в 1926 уже деревня Блохичи (Запиксурский), 17 хозяйств и 95 жителей, в 1950 20 и 78, в 1989 проживало 20 человек. Настоящее название утвердилось с 1939 года.

## Население
Постоянное население  составляло 8 человек (русские 100%) в 2002 году, 9 в 2010.